# 70 Panopaea
Panopaea /pænəˈpiːə/ (định danh hành tinh vi hình: 70 Panopaea) là một tiểu hành tinh lớn ở vành đai chính. Quỹ đạo của nó sát với nhóm tiểu hành tinh Eunomia, nhưng không thuộc nhóm này, vì nó là tiểu hành tinh kiểu C, có bề mặt tối và thành phần cấu tạo gồm cacbonat nguyên thủy; còn nhóm tiểu hành tinh Eunomia thuộc kiểu quang phổ S. Quang phổ của tiểu hành tinh này cho thấy bằng chứng về sự thay đổi chất lỏng. Các phép đo sáng cho thấy chu kỳ quay quanh trục là 15,797 giờ và độ lớn biên độ là 0,11 ± 0,01.
Panopaea do Hermann Goldschmidt phát hiện ngày 5 tháng 5 năm 1861. Đây là tiểu hành tinh thứ 14 và cuối cùng do ông phát hiện. Tiểu hành tinh này được đặt theo tên Panopea, một Nymph trong thần thoại Hy Lạp; cái tên này được chọn bởi Robert Main, Chủ tịch của Hội Thiên văn Hoàng gia Anh. Năm 1862, nhà thiên văn học người Thụy Điển Nils Christoffer Dunér đã đưa ra luận án tiến sĩ về các phần tử quỹ đạo của tiểu hành tinh này.